# ヤン・ジウォン
ヤン・ジウォン（양지원、楊知元、Yang ji-won、1988年4月5日 - ）は、韓国の歌手。Spica、UNI.Tの元メンバーである。

## 経歴
GOOD ENTERTAINMENTの練習生だったジウォンは、2006年に女性歌手グループ、五少女の結成に伴いメンバーとなる。しかし翌年、所属事務所の突然の財政悪化により五少女は正式デビュー直前に解散を余儀なくされる。
その後、芸能事務所をMnetに移籍し、映画『コサ』に出演。2009年4月にMnetはT-ARAの結成を発表。ジウォンもメンバーとなる。T-ARAとしてMBCドラマ「シンデレラマン」のOSTデジタル・シングル『티아라(ティアラ)』をリリース。ミュージックビデオも二編公開。テレビに数回出演した。しかし同年7月、T-ARA正式デビュー時に彼女の姿はなかった。
女優として活動した後、B2M Entertainmentに移籍。所属事務所の先輩イ・ヒョリの協力により、女性歌手グループSpicaが結成され、ジウォンもメンバーとなる。SPICAは、2012年2月9日に初の歌番組に出演して活動を開始した。2017年2月にSPICAが解散した後、2017年10月から2018年1月にかけて放送されたオーディション番組であるKBS「The Uni＋(ザユニット)」に出演し、最終6位でUNI.Tのメンバーに選出され、2018年10月まで活動した。
2021年4月、CLNカンパニーに移籍。

## 出演

### ドラマ
- What's up (2011年 MBN)

### 映画
- 2008年『コ死 - 고死』
- 2009年『悲しみよりもっと深い物語 - 슬픔보다더슬픈이야기』

### バラエティー
- Battle Shinhwa(2005年4月 Mnet)

オーディション番組
- Diary of 五少女 (2007年 -MTV)
- 私たち結婚しました (2011年9月10日 MBC) MBC

イ・ジャンウとハム・ウンジョンの仮想夫婦と会う。

### 参加ミュージックビデオ
- 2006年 神話『Once in a life time』
- 2008年 SG Wannabe『あいたい　- 보고싶어』
- 2011年 キム・キュジョン『yesterday』
- 2011年 BOYFRIEND『I'll be there』
- 2011年 ツゥーフェイスのメンバー、ノ・ギテ(노기태)『悪い男』[5]
- 2013年 BaeChiGi Feat. エイリー(Ailee)

### 広告
- 2010年 Chapstick、リップスティックの広告（共演、MBLAQ）